# 黑星弄蝶
黑星弄蝶（学名：Suastus gremius），又名葵弄蝶、素弄蝶、黑星挵蝶，为弄蝶科黑星弄蝶屬下的一个种。

## 描述
雌雄外觀相近，差異不明顯。全身以褐色與灰白色為主。頭部有毛，觸角褐色，腹面帶白鱗，末端鉤狀。口器黑褐色，下唇鬚直立，前兩節為灰白色，末節細小、褐色，呈針狀。
胸腹部背面褐色，腹面灰白色，足為灰白色。前翅三角形，長15-19 mm，外緣略突出；後翅扇形。
翅背面為褐色，帶透明與白色斑點，翅基有褐毛。前翅具數個透明斑，排列成列，CuA2室中央有白斑；後翅無明顯斑紋。翅腹面斑紋與背面相似，前翅覆灰鱗，後翅中部有黑褐色斑點呈曲線排列，中室末端也有黑褐斑。
雌蝶翅形較長，斑紋較清晰，其他特徵與雄蝶相似。

## 分佈
廣泛分布世界各地，包括印度、斯里蘭卡、喜馬拉雅地區、中南半島、馬來半島、松巴島、弗洛勒斯島、日本九州南部、八重山群島與沖繩、華南及臺灣。近年亦已擴散至婆羅洲與巴拉望。
臺灣地區主要分布於本島平地至低海拔地區，離島及外島亦常見其棲息。本種因園藝植物貿易而常擴散至新地區，形成遠距離隔離分布。

## 棲地
棲息於有棕櫚科植物生長或栽培的環境，一年可發生多代。成蟲飛行活潑，具訪花習性；幼蟲以多種棕櫚科植物為食，因包含許多常見園藝植物，故常被視為害蟲。
寄主植物包括山棕、蒲葵、圓葉蒲葵、臺灣海棗、加拿利海棗、海棗、羅比親王海棗、黃藤、檳榔、黃椰子、酒瓶椰子、棍棒椰子、棕竹、叢櫚、大王椰子、華盛頓椰子、大絲葵等。